# Club Deportivo Social y Cultural Puerto Varas
El Club Deportivo Social y Cultural Puerto Varas fue creado el año 2011.  El año 2015 clasificó en cancha a la Liga Nacional de Básquetbol 2015-16 y resultó campeón de la Liga SAESA 2015 ex libsur.

## Plantilla 2018
- Actualizado el 27 de abril de 2018.